# Силициевата долина (сериал)
„Силициевата долина“ (на английски: Silicon Valley) е американски комедиен сериал, създаден от Майк Джъдж, Джон Алтшулър и Дейв Крински, който се излъчва по Ейч Би О от 6 април 2014 г. до 8 декември 2019 г. Състои се от шест сезона с общо 53 епизода. Пародирайки културата на технологичната индустрия в Силициевата долина, сериалът се фокусира върху програмиста Ричард Хендрикс (Томас Мидълдич), който основата стартъп компанията „Пайд Пайпър“ и се опитва да пребори конкуренцията на по-големи компании.